# ハーラン・P・ケルシー
ハーラン・ページ・ケルシー（Harlan Page Kelsey、1872年 - 1959年）は、アメリカ合衆国の植物学者、ランドスケープアーキテクト、園芸家。園芸種命名米国合同委員会のメンバーとしても活躍。また、兄のサミュエルジュニアとミュージシャンとして、また自然保護の分野でも活躍。
美しい都市をつくるという評判で知られていた人物で、アメリカ都市美計画のダイナミックな性格とアメリカ都市計画史におけるその生産的な役割に対して本来的な性格を与え、多様さと深みを加えながら、都市美の枠組みに入り込み脚光を浴びる。審美面の強調過剰とみなされることに満足できなくなってきた国民的計画運動の高まる意識を大いに先取りしたものであったが、都市美プランの制度上の現実に直面した最初の都市美プランナーの一人であったことは、あまり知られていない。
ボストンとセイラム（マサチューセッツ州）に根拠に置き、全米的に影響力のある人物だった。こんにちの非常に微細な公園都市としてセイラムの姿は、ケルシーと都市ビジョンの伝統的な訓練によるものといえる。
カンザス州ポモナ生まれ。父、サミュエル・T.ケルシーは、米国南東部の山生活を点々とする落ち着きのない男だったという。ハーランは、山に家族を後にノースカロライナ州高地で彼の最初の養樹園を開設している。 
1903年に建築家アーヴィング・T．ギルドとパートナーシップを形成。 APOAAは、1900年にメンバーとしてケルシーを挙げ、彼の職業を同定した。そして、ボストンで設計事務所ケルシー&ギルドを主宰し、養樹園主としてハーバード大学アーノルド樹木園に勤務する。彼らは造園家、都市プランナーで都市計画の新しい科学を促進するフレデリック・ロー・オルムステッドに影響を受ける。
1905年のサウスカロライナ州コロンビアと1907年のサウスカロライナ州グリーンビルの報告書において、彼は、有能で情報通のデザイナーが都市美計画の中核アイデアを組み立て、ボランタリズム原則を超えて前進する方法をいかにして提案するかを難なく示した。
重要な全国組織の幾つかで活動していたケルシーは、都市美運動をじつに広く理解していた。
三万五千人の州都、コロンビアのためのケルシーの構想は、都市美計画の主要テーマの特徴すべてを確信をもって展示した点で際立っていた。この案は、シビックセンター、都市内ならびに外縁域公園緑地システム、運動環河岸ユニオン鉄道駅、架線の地下埋設といった数多くの街路改善のアイデアを示している。
1905年から1906年にかけて、彼はアパラチア山岳クラブ・山脈トレイル会議（ATC）の会長を務め、米国公共空間協会で広告板対策と煤煙抑制の事業を監督している。
東部の国立公園に適したサイトを研究し、勧奨するために作成した南部のアパラチア山脈国立公園委員会の5人のメンバーの一人になっている。
1912年 、彼はさらに移動しセイラムに落ち着く。セイラムではフォレストリバーパークの景観保全を、特にフォレストリバーパークから、19世紀の灯台も非常によく見えるダービー埠頭の長期保存のために主に担当している。1930年にパイオニアビレッジ、ダービーズワーフは、セイラム海事として保持された先導的な役割を果たし、セイラムで1630のすべての元の植物材料を提供することが含め、ここで多くの重要な国立史跡遺産を残すことに貢献した。
このほか、フロリダ州とニューハンプシャー州のホワイト山脈にエバーグレーズを維持するために尽力し、またイエローストーン国立公園とマサチューセッツ州ボックスフォードの歴史的なケルシー植物園を設立。
その後、バージニア州のシェナンドー国立公園の確立に貢献。
シェナンドー国立公園では、ケルシーは市民保全部隊とアーノックスとの協同部隊は、ビッグメドウズでCCCの養樹所の大まかなサイトの計画を立てた。ケルシーやアーノックスらがの提唱材料と成育の間の類似性は顕著であるとして、事前協議を提唱している。
1935年公園道路の導入時に、ケルシーは強く環境に影響を与えるスカイライン・ドライブの建設に反対した。委員会委員の任命後と公園が設立された4年後、手紙でシェナンドアの開発のための公園プランナーと相反する理念を証明している。 
1939年、マサチューセッツ州のナーサリー業界の競争に対し政府報告している。1944年には、Grandfather Mountain, shall it be saved? (Ed. Am. Planning and Civic Assoc.)を発表、1945年には、サウスカロライナ州マリオンの向上計画：市長と市議会報告を行っている。

## 著書
- コロンビアSC改善報告（アーヴィングトレイシーギルドと、1905年。Mount Pleasant Press）
- グリーンヴィル、サウスカロライナ州美化・改善：グリーンビル、サウスカロライナ州への報告(1907年)
- The Smoke Nuisance（煙害パンフレット第1号。フレデリック・ロー・オルムステッドと共著。1908。アメリカの市民団体公害部）
- 園芸貿易実務の標準化に関する委員会の予備的報告（全米養樹園主協会、1913年）
- ハーディ・ケルシーのアメリカの植物や標本の常緑樹（1922年）
- 標準化された植物の名前 （フレデリック・ロー・オルムステッドらと共著。American Joint Committee on Horticultural Nomenclature, 1923. 1942 第2版。 ハリスバーグ社）
- Flora of Grandfather Mountain（1946. Ed. National Parks Association. Ed 国立公園協会）